# Celeste Liddle
Celeste Liddle (Camberra, 26 de abril de 1978) é uma feminista indígena (Arrernte), sindicalista e escritora australiana. Atualmente, vive em Melbourne. Ganhou destaque através de seu blog "Rantings of an Aboriginal Feminist" (em tradução literal: "Desabafos de uma feminista aborígene") e escreveu opiniões e comentários para várias publicações e antologias da mídia "tradicional".
É colunista regular do Eureka Street — revista australiana — desde 2017, tendo escrito seu primeiro artigo de opinião para eles dois anos antes. Também foi colunista e escritora de destaque para o "Daily Life", para "The Saturday Paper", e para "The Guardian". Também fez comentários para a Australian Broadcasting Corporation (ABC) e para o Special Broadcasting Service (SBS).
É uma ativista e ambientalista que trabalha como organizador nacional dos aborígenes e das Ilhas do Estreito de Torres para a União Nacional de Educação Superior (NTEU), sendo fundamental para garantir que o NTEU apoiasse vocalmente a campanha para aumentar a idade da responsabilidade criminal na Austrália.

## Biografia

### Anos iniciais e formação
Celeste Liddle nasceu em Camberra, território da Capital Australiana, na Austrália, e se mudou para Melbourne com sua família quando tinha 14 anos. Cursou licenciatura em artes pela Universidade La Trobe, graduação  pela Universidade de Melbourne e, em 2020, mestrado em Comunicação e Estudos de Mídia pela Universidade Monash. Em 2021, recebeu a Medalha Acadêmica de Excelência.

### Escritora
Além de escrever opiniões, foi publicada em várias antologias, incluindo "Growing Up Aboriginal In Australia" da Black Inc., "Mothers and Others" da Macmillan Publishers e "Better than Sex" de Hardie Grant. Em 2017, foi incluída no Quadro de Honra Vitoriano das Mulheres.
Esteve presente em vários eventos literários importantes, incluindo o "All About Women Festival", "Melbourne Writers' Festival", o "Antidote Festival", "The Melbourne Anarchist Bookfair" e o "Bendigo Writers' Festival".

### Política

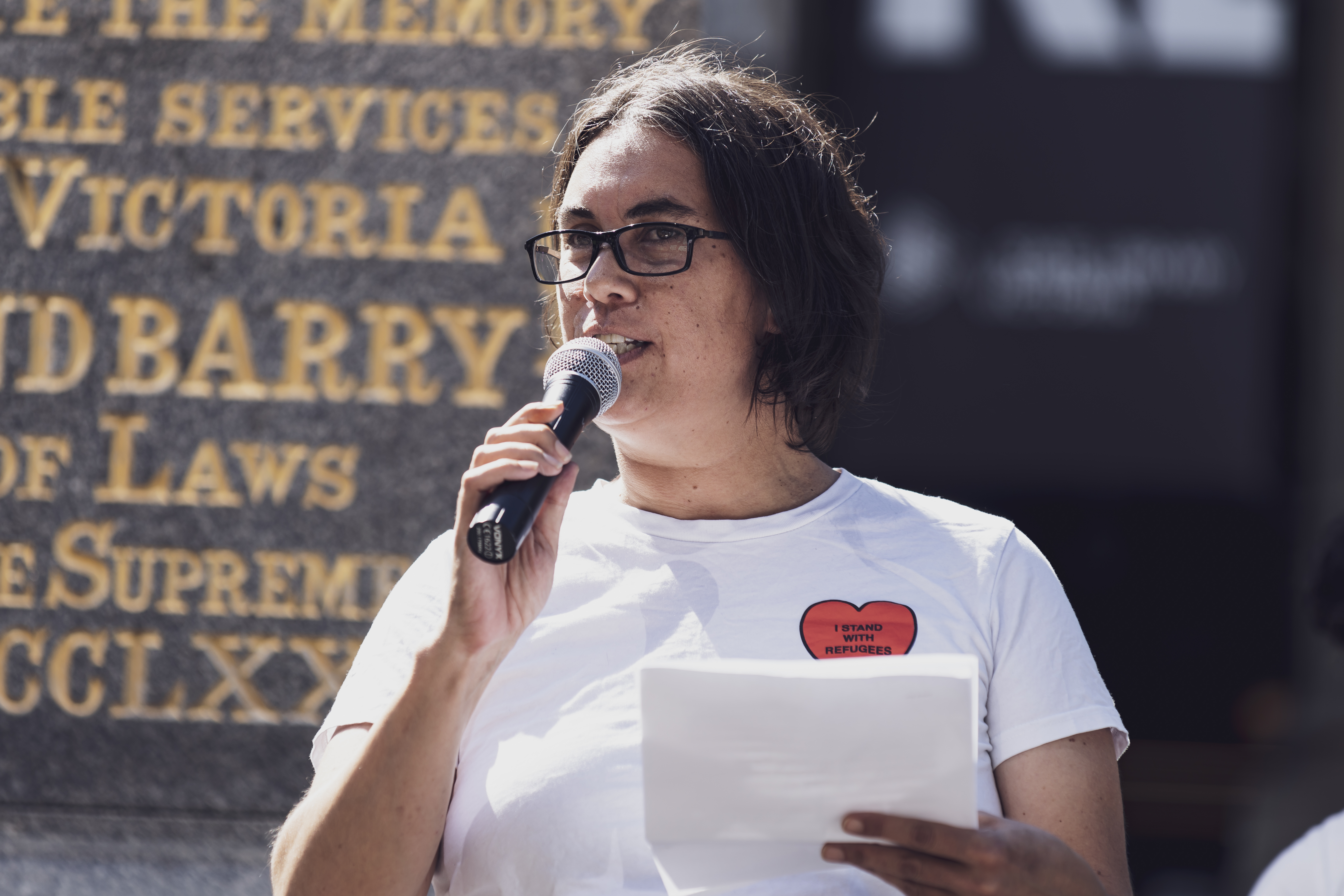
Celeste Liddle durante a campanha política pelo partido Victorian Greens.

Em 14 de maio de 2021, foi anunciada como pré-candidata pelo partido Victorian Greens para o assento progressivo da Divisão de Cooper — divisão eleitoral australiana no estado de Victoria — nas eleições federais de 2022. Cooper é o eleitorado de Melbourne onde ela vive há mais de 20 anos. Sua campanha tem como objetivo incluir a odontologia na assistência médica, melhorar os direitos dos trabalhadores, aumentar as energias renováveis em resposta à emergência climática e trabalhar em prol da verdade e do tratado para os povos das Primeiras Nações. Também é uma forte defensora da política dos The Greens de tributar bilionários e da música ao vivo e cenas artísticas de Melbourne.
Nas eleições de 2022, ganhou 27,7 por cento dos votos primários, ficando em segundo lugar atrás da sindicalista Ged Kearney. No entanto, ela aumentou o voto dos The Greens em 6,4 por cento, enquanto os trabalhistas diminuíram em 5,5 por cento, em relação a eleição anterior.